# Polyvinylalkoholfaser
Die Polyvinylalkoholfaser (PVAL) ist eine Synthesefaser aus linearen Makromolekülen von Polyvinylalkohol mit variablem Acetalisierungsgrad.
Sie wurde erstmals 1924 von Willy O. Herrmann und Wolfram Haehnel aus Poylvinylestern synthetisiert und als Endlosfaser ersponnen. Beide sahen dabei die Verwendung dieser Fäden für medizinische Zwecke als Hauptziel, da sie von Natur aus relativ löslich sind und damit als chirurgische Nahtmaterial gewisse Vorteil besitzen. Es werden sowohl wasserlösliche (biologisch abbaubar mit geringer Festigkeit) als auch wasserunlösliche (mit hoher Festigkeit und sehr hohem Modul) Polyvinylalkohohlfaser-Typen hergestellt.

## Herstellungsverfahren
In der Vergangenheit wurden Polyvinylalkohohlfasern sowohl nach dem Trocken- als auch dem Nassspinnverfahren hergestellt, heute steht das Nassspinnen im Vordergrund, wobei der Polymerisationsgrad des PVAL bei ca. 1700 und die Spinnviskosität bei 90 °C zwischen 0,4 und 1,5 Pas liegen. Die Spinndüse besteht aus Gold oder einer Gold-Platin-Legierung und besitzt 2000–60.000 Bohrungen. Die Abzugsgeschwindigkeit liegt bei 5 m/min. Das PVA-Filament wird nach dem Durchlaufen der Fällbäder 4–15fach heiß verstreckt und thermisch bei 220–230 °C nachbehandelt.

## Eigenschaften
Die PVA-Fasern besitzen eine Dichte von 1,26 – 1,31 g/cm³. Typische Faserfeinheiten liegen bei 1,5–10 dtex. Die Höchstzugkraft des Filamentgarnes liegt im trockenen Zustand bei 0,30–0,77 N/tex, die der Spinnfaser bei 0,20–0,55 N/tex. Die Höchstzugkraftdehnung liegt trocken bei 10–30 % und nass bei 12–42 %, der E-Modul bei 300–600 cN/tex. Die Glastemperatur liegt im Bereich von 75-130 °C, die Schmelztemperatur für die wasserunlösliche Type zwischen 240 und 260 °C.

## Einsatzgebiete
Die wasserlöslichen PVA-Fasern lassen sich als Bindefasern (Klebstoff in Faserform) für die Vliesstoffherstellung verwenden. Nonwovens aus PVA-Fasern sind heißsiegelfähig und schweißbar. Aus diesem Typ von PVA-Fasern können leicht zu entsorgende medizinische Einwegartikel gefertigt werden. Da sie leicht fibrillierbar sind, erreicht man mit der Wasserstrahlverfestigung von Vliesstoffen mit Mikrofaserstrukturen.
Nicht wasserlösliche PVA-Hochfestfasern sind alkalibeständig. Als Kurzschnitt werden sie zur Kunststoff- und Betonsanierung eingesetzt. Als Spinnfasergarne können sie als Verstärkungsmaterial in ballistischen Geweben, zum Herstellen von Segeltuchen und Filterstoffen dienen.